# 瓦瓦揚達 (紐約州)
瓦瓦揚達（英語：Wawayanda）是一個位於美國紐約州奧蘭治縣的鎮。

## 人口
根據2020年美國人口普查的數據，瓦瓦揚達的面積為90.72平方千米，當中陸地面積為89.92平方千米，而水域面積為0.80平方千米。當地共有人口7534人，而人口密度為每平方千米83人。